# Moskauer Islamische Universität
Die Moskauer Islamische Universität (russisch Московский исламский университет (МИУ); engl. Moscow Islamic University; Abk. MIU) bzw. das an ihr 2005 gegründete Moskauer Islamische Institut (russisch Московский исламский институт (МИИ); engl. Moscow Islamic Institute; Abk. MII) ist eine höhere islamische Bildungseinrichtung in Moskau, Russland.
Direktor der 1999 gegründeten islamischen Universität ist der Historiker und Ethnologe Damir Chairetdinow, der zuvor als Funktionsträger der Geistlichen Verwaltung der Muslime der Oblast Nischni Nowgorod in Nischni Nowgorod tätig war.
Die Einrichtung hat die Adresse: Metrostation Ljublino (Люблино) im gleichnamigen Stadtteil, Projesd Kirowa 12, Moskau.

Dem Vorsitzenden des Russischen Muftirats, Mufti Rawil Gainutdin, zufolge befindet sich die 

„muslimische Ausbildung in Russland [...] im Aufschwung, immer weniger junge Muslime gingen zum Studium ins Ausland: „Unsere Medressen und Universitäten locken seit einigen Jahren mehr und mehr Abiturienten aus Mittelasien, Weißrussland und der Ukraine an. Wir […] wollen ein Bildungszentrum innerhalb des postsowjetischen Raumes schaffen, das […] zumindest regionale Bedeutung hat.“ Grundlage dafür solle die Moskauer Islamische Universität sein.“